# Paul Scheuring
Paul T. Scheuring (* 20. November 1968 in Aurora, Illinois) ist ein US-amerikanischer Drehbuchautor, Filmregisseur und Executive Producer.

## Karriere
Scheuring ist einer der Executive Producer und der Schöpfer der Fernsehserie Prison Break, die seine bekannteste war. Hierzu schrieb er für sechs Folgen das Drehbuch, unter anderem das Staffelfinale der ersten Staffel.
Außerdem arbeitete er noch bei Filmen wie 36K, Extreme Rage, Skeleton Coast, Yucatan und Mexicali mit.
Scheuring schrieb zusammen mit Christian Gudegast das Drehbuch zu dem Actionfilm Criminal Squad, mit Gerard Butler in der Hauptrolle, der im Januar 2018 in die US-Kinos kam.

## Filmografie
Als Drehbuchautor
- 2000: 36K
- 2003: Extreme Rage (A Man Apart)
- 2005: Briar & Graves
- 2005–2009, 2017: Prison Break (Fernsehserie, Schöpfer)
- 2010: The Experiment
- 2013: Zero Hour (Fernsehserie, Schöpfer)
- 2018: Criminal Squad (Den of Thieves)

Als Regisseur
- 2000: 36K
- 2010: The Experiment
- 2023: A Long Way from Nowhere (Dokumentarfilm)

Als Executive Producer
- 2005: Briar & Graves
- 2005–2009, 2017: Prison Break (Fernsehserie)
- 2010: The Experiment (Produzent)
- 2013: Zero Hour (Fernsehserie)